# La elevación de la cruz
La elevación de la cruz (también llamado El levantamiento de la cruz) es un tríptico pintado por el artista flamenco Peter Paul Rubens, completado en 1610-1611.
Rubens pintó La elevación de la Cruz a su regreso a Flandes después de haber estado en Italia. La obra muestra una clara influencia del Renacimiento italiano y de artistas barrocos tales como Caravaggio, Tintoretto y Miguel Ángel. El panel central muestra la tensión existente entre la multitud de hombres musculosos tratando de levantar la cruz y el peso aparentemente insoportable de Cristo en la cruz.

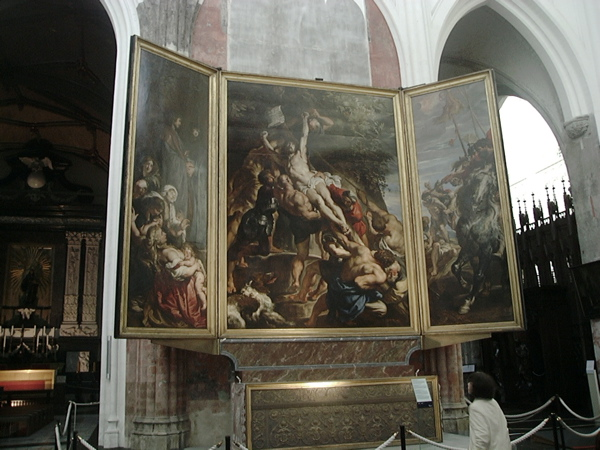
Vista completa del tríptico

El escorzo de Miguel Ángel es evidente en las contorsiones de los hombres que se esfuerzan en colocar las correas. Cristo corta el panel central en una diagonal, en un estilo similar a El Entierro de Cristo de Caravaggio, donde tanto el descenso como el ascenso están en juego en un momento clave. Movimiento, espacio y tiempo se muestran junto con la lucha por poner en posición vertical a Cristo. Rubens utiliza el color dinámico y el claroscuro con valentía, un estilo que va a ser más sutil con el tiempo.

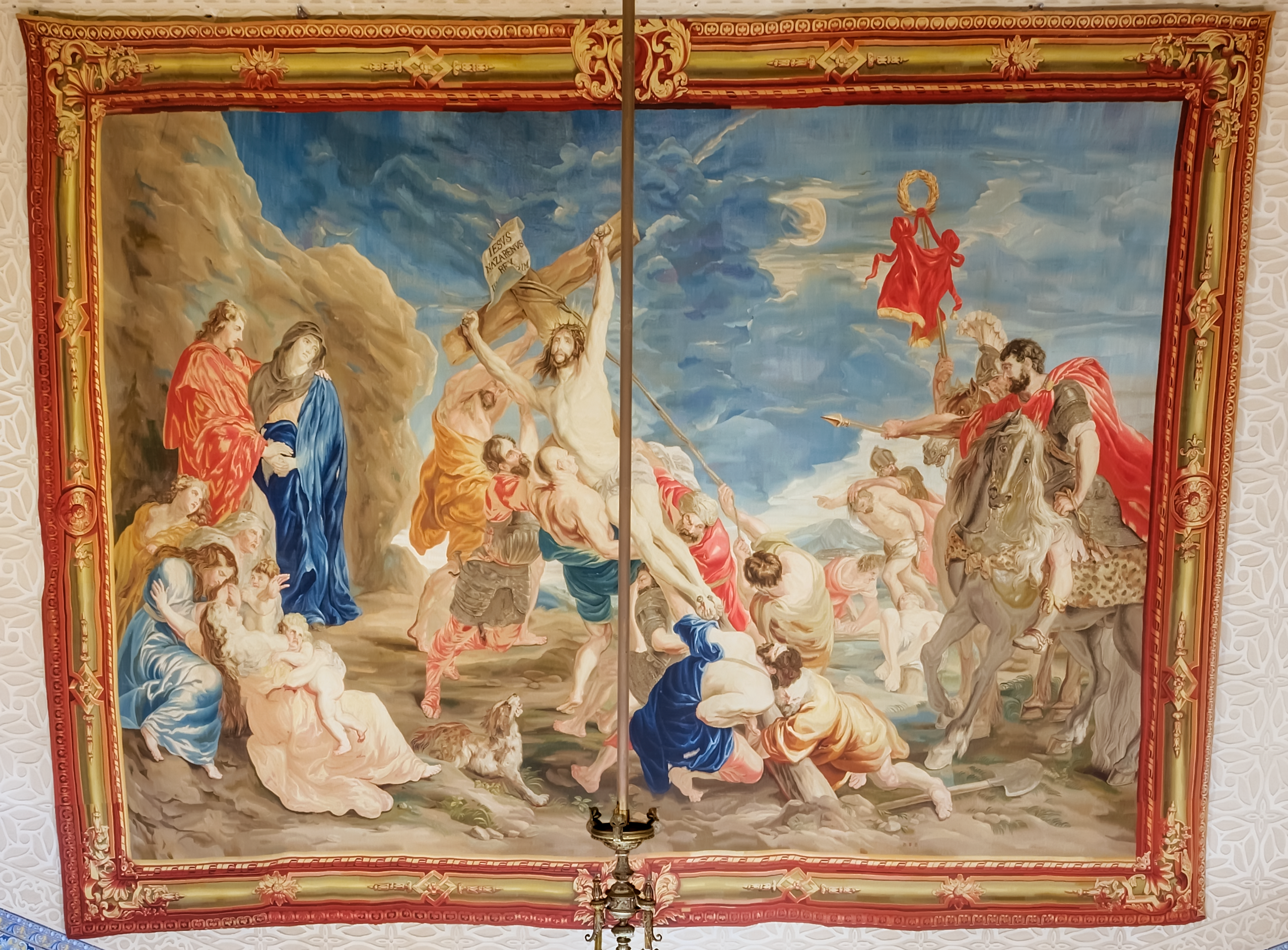
Tapiz del s.XVIII que replica el tríptico 'La Elevación de la Cruz' de Pedro Pablo Rubens. Conservado en el Palacio Episcopal de Segovia.

La pintura se localiza en la Catedral de Nuestra Señora en Amberes, Bélgica, junto con otras obras de Rubens. Bajo el reinado de Napoleón, el emperador se llevó a París la pintura, junto con otra obra de Rubens, El Descendimiento de la Cruz. Las pinturas fueron devueltas a la catedral a finales de 1800.
En el Palacio Episcopal de Segovia se conserva un tapiz del s.XVIII que reproduce este cuadro y cuya manufactura se atribuye a Jean-Baptiste Vermillion, de quien se conservan otras obras en la Real Sitio de San Ildefonso.